# Max Alfthan
Max Ferdinand Alfthan (Helsinque, 11 de fevereiro de 1892 — 30 de maio de 1960) foi um velejador finlandês, medalhista olímpico. Ele competiu nos Jogos Olímpicos de Verão de 1912 na classe 12 Metre e conquistou a medalha de bronze na disputa a bordo do Heatherbell com Ernst Krogius, Pekka Hartvall, Jarl Hulldén, Sigurd Juslén, Eino Sandelin e Johan Silén.